# Rubio (Familienname)
Rubio bzw. Rubió ist ein spanischer Familienname.

## Herkunft und Bedeutung
Rubio ist ein Übername und bezeichnet eine Person mit roten bzw. blonden Haaren.

## Namensträger
- Álex Rubio (* 1993), spanischer Fußballspieler
- Alfonso Rubio (* 20. Jahrhundert), mexikanischer Fußballspieler
- Álvaro Rubio Robles (* 1979), spanischer Fußballspieler
- Ana Vela Rubio (1901–2017), spanische Altersrekordlerin
- Andrés María Rubio García (1924–2006), uruguayischer römisch-katholischer Bischof
- Ángel Rubio (Physiker) (* 1965), spanischer Physiker
- Angel Rubio (Footballspieler) (* 1975), US-amerikanischer American-Football-Spieler
- Ángel Rubio Castro (* 1939), spanischer Priester, Bischof von Segovia
- Ángel Rubio y Laínez (1846–1906), spanischer Komponist
- Antoni Rubió i Lluch (1856–1937), spanischer Historiker, Gräzist, Romanist, Hispanist und Katalanist
- Antonio Rubio (1882–1953), uruguayischer Politiker
- Brian Rubio (* 1996), mexikanischer Fußballspieler
- Carmen Romero Rubio (1864–1944), Ehefrau des mexikanischen Präsidenten Porfirio Díaz
- Cesar Rubio (1858–1930), italienischer Geologe
- Christian Rubio Sivodedov (* 1997), schwedischer Fußballspieler
- Diego Morcillo Rubio de Auñón (1642–1730), Erzbischof von Charcas und Lima, Vizekönig von Peru
- Diego Rubio (* 1993), chilenischer Fußballspieler
- Eduardo Rubio Kostner (* 1983), chilenischer Fußballspieler
- Einer Rubio (* 1998), kolumbianischer Radrennfahrer
- Fernando Rubio (* ?), spanischer Schauspieler
- Francisco Rubio (* 1953), französischer Fußballspieler
- Francisco Rubio (Raumfahrer) (* 1975), amerikanischer Raumfahrer
- Gaspar Rubio (1907–1983), spanischer Fußballspieler
- Hugo Rubio (* 1960), chilenischer Fußballspieler
- Ignacio Rupérez Rubio (1947–2015), spanischer Diplomat
- Ildefonso Rubio (* 1939), chilenischer Fußballspieler
- Ingrid Rubio (* 1975), spanische Schauspielerin
- Israel José Rubio (* 1981), venezolanischer Gewichtheber
- James David Rodríguez Rubio (* 1991), kolumbianischer Fußballspieler, siehe James Rodríguez
- Jesus Rubio (Politiker) (1908–1976), spanischer Politiker
- Jesús Rubio (* 1994), andorranischer Fußballspieler
- Joan Rubió (1870–1952), katalanischer Architekt
- Joaquim Rubió i Ors (1818–1899), katalanischer Schriftsteller und Geschichtswissenschaftler
- Jordi Rubio (* 1987), andorranischer Fußballspieler
- Jordi Rubió i Balaguer (1887–1982), spanischer Bibliothekar, Romanist und Katalanist
- Jorge Iván Castaño Rubio (1935–2025), kolumbianischer Ordensgeistlicher, Weihbischof in Medellín
- José Rubio (Schauspieler) (1931–2012), spanischer Schauspieler
- José Luis Rubio (* 1996), mexikanischer Beachvolleyballspieler
- José María Rubio y Peralta (1864–1929), spanischer Ordensgeistlicher
- Juana Francisca Rubio (1911–2008), spanische Sozialistin, Feministin, Malerin und Illustratorin
- Léa Rubio (* 1991), französische Fußballspielerin
- Manuel Romero Rubio (1828–1895), mexikanischer Politiker
- Marco Rubio (* 1971), US-amerikanischer Politiker (Republikaner) und Außenminister
- Marco Antonio Rubio (* 1980), mexikanischer Profiboxer
- María Celia Rubio, uruguayische Politikerin
- María Eugenia Rubio Ríos, mexikanische Fußballspielerin
- Mateo José González Rubio (1778–1845), kolumbianischer römisch-katholischer Geistlicher und Weihbischof in Popayán
- Matías Rubio (* 1988), chilenischer Fußballspieler
- Miguel Ángel Rubio Buedo (* 1961), spanischer Fußballtrainer
- Miguel Ángel Silva Rubio († 2010), peruanischer Musiker
- Oriol Rubio (* 1997), spanischer Eishockeyspieler
- Óscar Gutiérrez Rubio, bekannt als Rey Mysterio (* 1974), US-amerikanischer Wrestler
- Óscar Rubio Fauria (* 1984), spanischer Fußballspieler
- Óscar Rubio (Eishockeyspieler, 1988) (* 1988), mexikanischer Eishockeyspieler
- Óscar Rubio (Eishockeyspieler, 2000) (* 2000), spanischer Eishockeyspieler
- Pascual Ortiz Rubio (1877–1963), mexikanischer Politiker
- Patricio Rubio (* 1989), chilenischer Fußballspieler
- Paulina Rubio (* 1971), mexikanische Sängerin
- Ricky Rubio (* 1990), spanischer Basketballspieler
- Rigoberto Rubio, chilenischer Brigadegeneral
- Roberto Rubio (1917–2011), uruguayischer Politiker und Herzchirurg
- Rodrigo Rubio (1931–2007), spanischer Schriftsteller
- Saturnino Rubio y Montiél (1889–1971), spanischer Bischof
- Sergio Rubio (* 1958), mexikanischer Fußballspieler
- Sheryl Rubio (* 1992), venezolanische Schauspielerin, Sängerin, Model, Tänzerin und Songwriterin
- Tania Rubio (* 1987), mexikanische Komponistin